# 엘베 게르만어
엘베 게르만어(Elbe Germanic)는 이르미노닉(Irminonic) 또는 에르미노닉(Erminonic)이라고도 하며 독일 언어학자 프리드리히 마우러(Friedrich Maurer, 1898~1984)가 그의 저서 노르드게르만과 알레만(Nordgermanen und Alemanen)에서 도입한 용어로, 후기 롬바르드어, 알레만 독일어, 바이에른어, 튀링겐 방언(Thuringian dialect)의 조상인 입증되지 않은 원시 언어 또는 방언 그룹을 설명하기 위해 사용되었다. 고대 후기와 중세 시대에 그 후손으로 추정되는 언어는 인근 서중부 독일어(West Central German) 방언에 큰 영향을 미쳤으며, 나중에는 표준 독일어 형태로 독일어 전체에 영향을 미쳤다.

## 같이 보기
- 서게르만어군

- 라인-베저 게르만어
- 북해 게르만어

- 독일어
- 이디시어